# Willi Fr. Könitzer

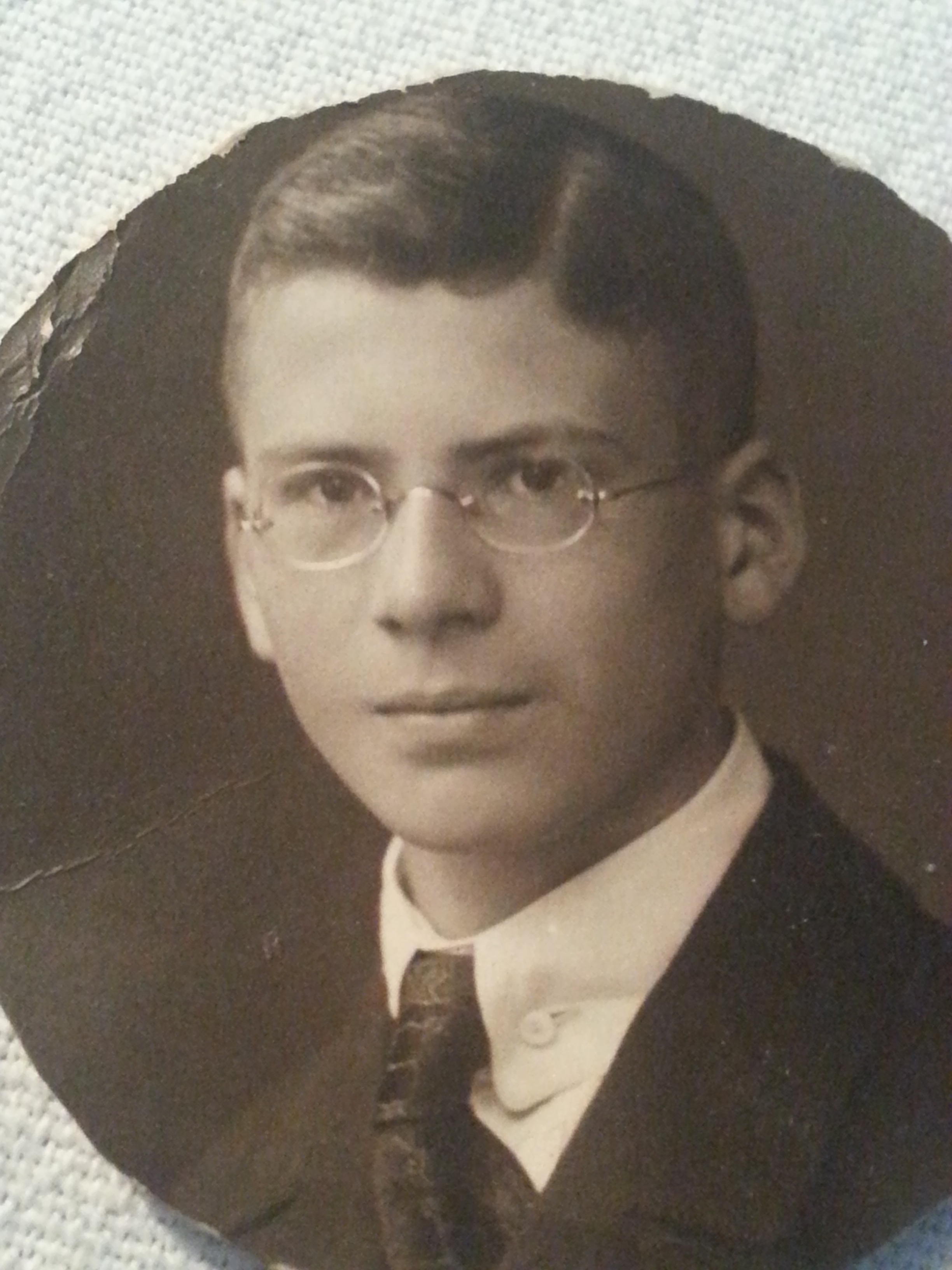
Willi Friedrich Könitzer (Bild aus Familienbesitz)

Willi Friedrich Könitzer (* 13. Mai 1905 in Elberfeld; † 9. Januar 1947 in Oranienburg) war ein deutscher Journalist und Schriftsteller.

## Leben
Willi Friedrich Könitzer wurde 1932 an der Universität Marburg mit einer Arbeit über Hölderlin zum Dr. phil. promoviert. In der Zeit des Nationalsozialismus war er als Chefredakteur und Autor für den Rundfunk tätig; daneben verfasste er literarische Arbeiten, die durchweg von einer nationalsozialistischen und antisemitischen Einstellung geprägt sind. Könitzer übersetzte 1938 das krass antisemitische Pamphlet Bagatelles pour un massacre von Louis-Ferdinand Céline ins Deutsche und gab 1939 eine Sammlung von Beiträgen zur „Judenfrage“ heraus. Er starb als Internierter im sowjetischen Speziallager Nr. 7 Sachsenhausen. In der Sowjetischen Besatzungszone sowie in der DDR wurde ein Großteil seiner Werke auf die Liste der auszusondernden Literatur gesetzt.

## Veröffentlichungen
- Die Bedeutung des Schicksals bei Hölderlin, Würzburg 1932
- Hölderlin, Oldenburg i.O. 1934
- Olympia 1936, Berlin 1936
- Zwischen Start und Ziel, Breslau 1936
- mit Alfred Frank: Deutsches Volk – singend Volk, Berlin 1937
- Nurmi, Berlin 1937
- Oberst Menin, Leipzig 1937
- Zweimal abgestürzt, Berlin 1937
- Die Fackel des Genius, Leipzig 1938
- Schnaut sattelt um, Leipzig 1938
- Deutsche Heldenehrung, Berlin-Grunewald 1939
- Die Marketenderin, Berlin 1943

Herausgeberschaft
- mit Hansgeorg Trurnit: Weltentscheidung in der Judenfrage. Der Endkampf nach 3000 Jahren Judengegnerschaft. Zwinger-Verlag, Dresden 1939
- Heimat, Berlin 1941

Übersetzungen
- mit Arthur S. Pfannstiel: Louis-Ferdinand Céline: Die Judenverschwörung in Frankreich. Zwinger-Verlag, Dresden 1938 (Digitalisat).